# Selenia lacticolor
Selenia lacticolor är en fjärilsart som beskrevs av Edward Alfred Cockayne 1952. Selenia lacticolor ingår i släktet Selenia och familjen mätare. Inga underarter finns listade.